# Henry Donnel Foster

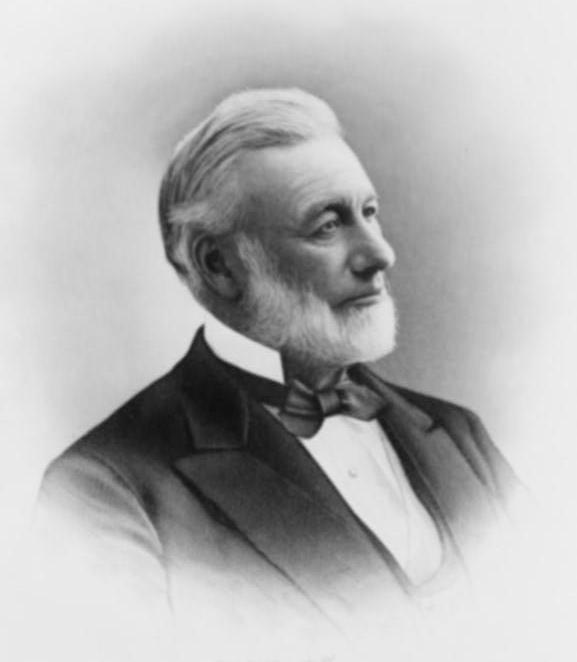
Henry Donnel Foster

Henry Donnel Foster (* 19. Dezember 1808 in Mercer, Mercer County, Pennsylvania; † 16. Oktober 1880 in Irwin, Pennsylvania) war ein US-amerikanischer Politiker. Zwischen 1843 und 1847 sowie nochmals zwischen 1871 und 1873 vertrat er den Bundesstaat Pennsylvania im US-Repräsentantenhaus.

## Werdegang
Henry Foster war ein Cousin von US-Vizepräsident John C. Breckinridge (1821–1875). Er genoss eine gute Schulausbildung und absolvierte unter anderem das College of Meadville. Nach einem anschließenden Jurastudium und seiner 1829 erfolgten Zulassung als Rechtsanwalt begann er in Greensburg in diesem Beruf zu arbeiten. Gleichzeitig schlug er als Mitglied der Demokratischen Partei eine politische Laufbahn ein.
Bei den Kongresswahlen des Jahres 1842 wurde Foster im 19. Wahlbezirk von Pennsylvania in das US-Repräsentantenhaus in Washington, D.C. gewählt, wo er am 4. März 1843 die Nachfolge von Albert Gallatin Marchand antrat. Nach einer Wiederwahl konnte er bis zum 3. März 1847 zwei Legislaturperioden im Kongress absolvieren. Diese waren seit 1845 von den Ereignissen des Mexikanisch-Amerikanischen Kriegs geprägt.
In den Jahren 1857 und 1858 saß Foster als Abgeordneter im Repräsentantenhaus von Pennsylvania. 1858 strebte er die Rückkehr in den Kongress an, unterlag jedoch; 1860 bewarb er sich ebenfalls ohne Erfolg um das Amt des Gouverneurs von Pennsylvania. 1868 kandidierte er erneut erfolglos für den Kongress. Bei den Wahlen des Jahres 1870 wurde er schließlich im 21. Distrikt seines Staates in das US-Repräsentantenhaus gewählt, wo er am 4. März 1871 John Covode ablöste und bis zum 3. März 1873 eine Legislaturperiode absolvierte. Im Jahr 1872 wurde er nicht wiedergewählt.
Nach dem Ende seiner Zeit im US-Repräsentantenhaus praktizierte Henry Foster wieder als Anwalt. Im Jahr 1879 zog er nach Irwin, wo er am 16. Oktober 1880 verstarb.